# Tweede openbaring van Jacobus
De  Tweede openbaring van Jacobus is een gnostisch geschrift dat wordt gerekend tot de apocalyptische literatuur. Een Koptische vertaling maakte deel uit van de vondst van de Nag Hammadigeschriften in 1945. Er moet een oorspronkelijk Griekse tekst zijn geweest, maar daar is nooit iets van gevonden. 
De titel van de bij Nag Hammadi gevonden vertaling is Openbaring van Jacbus. In dezelfde codex bevond zich echter nog een inhoudelijk verschillend manuscript met dezelfde titel. Er is dan ook voor gekozen de geschriften te benoemen als de Tweede en de Eerste openbaring van Jacobus. 
Beide openbaringen hebben een joods-christelijke achtergrond. Op het vakgebied is er de opvatting dat de tekst van beide openbaringen  moet zijn ontstaan in een gnostische gemeenschap binnen het Syrische christendom. Binnen het Syrische christendom zijn opvattingen over de vroegste joods-christelijke gemeente in Jeruzalem en zijn leider Jakobus de Rechtvaardige het langst bewaard gebleven. In de  Eerste openbaring aan Jacobus zijn duidelijk invloeden te herkennen van het valentinianisme, in de Romeinse oudheid de meest verbreide en invloedrijke stroming binnen de gnostiek. In de Tweede openbaring is echter van geen enkele specifieke gnostische leerstelling invloed te herkennen. Op het vakgebied heeft dat tot de conclusie geleid, dat de oorspronkelijke tekst van  Tweede openbaring aan Jacobus  van een oudere datum is dan die van de Eerste openbaring. De oorspronkelijke tekst zou in de tweede helft van de tweede eeuw geschreven moeten zijn.  

## Relatie tussen Jezus en Jacobus
In de Eerste openbaring bestaat de tekst uit twee dialogen tussen Jezus en zijn broer Jacobus. In die tekst wordt de materiële interpretatie van die relatie overigens verworpen.
Ik heb je deze dingen al eerder aangeduid, Jacobus, mijn broeder, hoewel je in materiële zin niet mijn broeder bent.
Het grootste deel van de tekst in de Tweede openbaring is een verslag van een rede die Jacobus houdt. De inhoud van die toespraak wordt door een priester aan Theudas, de vader van Jacobus, verteld. Er is een ontmoeting tussen Jezus en Jacobus, waarbij Maria aanwezig is. 
Hij (Jezus) zei tegen mij, “Gegroet mijn broeder “. Toen ik (Jacobus) mijn hoofd ophief om naar hem te kijken zei mijn moeder: “Wees niet bang, mijn zoon, omdat hij je met mijn broeder aanspreekt. Jullie werden namelijk met dezelfde melk gevoed. Daarom noemt hij mij mijn moeder. Want hij is voor ons geen vreemde. Hij is de broer {neef?} van je vader“ .

## Essentie van de inhoud
Jacobus houdt bij de joodse tempel een toespraak. In het verhaal wordt de tekst van die rede afgewisseld met fragmenten die het onderwijs van Jezus aan Jacobus beschrijven. Jezus beschrijft onder meer hoe Hij het rijk van de demiurg en zijn boze krachten bezocht heeft, waarin degenen die van de Vader stammen gevangen zitten. Hij vervolgt met:
ik weet dat ieder die met geweld naar deze plaats is gebracht tot mij zal komen; zoals ook de kleine kinderen tot mij komen.
Jezus geeft aan Jacobus de opdracht zijn werk voort te zetten met de verdere ontmaskering van de boze machten en de verkondiging van God. 
Jacobus spreekt zijn rede dan ook uit met de autoriteit van iemand die al verlost is en vervuld van de gnosis. Aan het eind van zijn rede voorspelt Jacobus de vernietiging van de tempel. 
Zie. Ik heb jullie een huis gegeven, waarvan jullie zeggen dat God het heeft gemaakt (...) Dat huis echter zal ik slopen, tot vernietiging en bespotting van van hen die in onwetendheid verkeren.
In het verslag van de onbekende priester aan de vader van Jacobus wordt gemeld dat de toehoorders en het volk verward en niet overtuigd waren. Jacobus houdt hierna nog een aantal toespraken, waarvan de inhoud niet vermeld wordt. Inmiddels had er echter een bijeenkomst plaatsgevonden van degenen die het ambt van rechter uitoefenen om te oordelen over alles wat hij gezegd heeft. Hierna volgt het deel van de marteling van Jacobus. Hij wordt van het dak van de tempel geworpen en daarna gestenigd. Het laatste deel van de tekst is een gebed van Jacobus gericht aan de Vader. 